# Aristida burbidgeae
Aristida burbidgeae är en gräsart som beskrevs av Bryan Kenneth Simon. Aristida burbidgeae ingår i släktet Aristida och familjen gräs. Inga underarter finns listade i Catalogue of Life.